# Harrod (Ohio)
Pour les articles homonymes, voir Harrod.
Harrod est un village américain situé dans le comté d'Allen, dans l’Ohio. Selon le recensement de 2010, sa population est de 417 habitants.